# 凭祥镇
凭祥镇，是中华人民共和国广西壮族自治区崇左市凭祥市下辖的一个乡镇级行政单位。

## 行政区划
凭祥镇下辖以下地区：
北大路社区、南大路社区、狮子山路社区、屏山路社区、新华路社区、连全村、柳班村、南山村、前进村和竹山村。